# Segunda ola del feminismo en EEUU
La segunda ola del feminismo en Estados Unidos es un período de actividad y pensamiento feminista que comprende desde principios de la década de 1960 hasta los años 1980. El movimiento tuvo una importante influencia en el mundo occidental impulsando la reclamación de los derechos de las mujeres más allá del derecho al voto reclamado por el anterior movimiento sufragista.
Mientras que el feminismo de la primera ola se centró principalmente en el sufragio y en eliminar los obstáculos legales a la igualdad de género (entre ellos el derecho al voto y la propiedad), el feminismo de la segunda ola incorporó el debate sobre temas como sexualidad, familia, trabajo, derechos reproductivos, desigualdades de facto y desigualdades legales. El feminismo de la segunda ola también llamó la atención sobre los problemas de la violencia doméstica y la violación conyugal, creó centros de acogida y refugios para mujeres maltratadas e introdujo cambios en las leyes de custodia y divorcio. Se crearon "librerías de mujeres", uniones de crédito y restaurantes como los espacios de encuentro clave y motores económicos del movimiento.
Muchos historiadores consideran que la era feminista de la segunda ola en Estados Unidos terminó a principios de los 80 con las disputas intrafeministas al respecto de los debates feministas sobre la sexualidad y la pornografía que marcó el comienzo de la tercera ola del feminismo en Estados Unidos a principios de los 90.

## Antecedentes
En 1848 la Declaración de Sentimientos de Seneca Falls marcó el inicio en Estados Unidos del movimiento sufragista a mediados del siglo XIX. Durante un siglo las mujeres lucharon por el derecho al voto y a ser elegidas para cargos públicos. Este periodo es considerado según la cronología de estudios feministas anglosajona como el inicio del feminismo y es denominada Primera ola del feminismo. En Europa, sin embargo, pensadoras como Celia Amorós o Amelia Valcarcel consideran que el feminismo moderno surge a mediados del siglo XVIII con la Ilustración y la primera ola feminista desde esta perspectiva se iniciaría en este periodo con el feminismo ilustrado.
La segunda ola del feminismo en Estados Unidos -tercera ola con respecto a Europa- surgió como una reacción tardía contra la renovada domesticidad de las mujeres después de la Segunda Guerra Mundial a finales de la década de 1940, que fue una época caracterizada por un crecimiento económico sin precedentes, el baby boom, el traslado de las familias urbanas a los suburbios y la exaltación en la publicidad comercial del matrimonio y la familia nuclear. Esta vida fue claramente ilustrada por los medios de comunicación de la época; por ejemplo, programas de televisión como Father Knows Best y Leave It to Beaver idealizaron la domesticidad.
Algunos eventos importantes sentaron las bases para esta segunda ola. La escritora francesa Simone de Beauvoir había examinado en la década de 1940 la noción de que las mujeres eran percibidas como las "otras" en la sociedad patriarcal. En 1949 publicaba "El segundo sexo" en el que advertía que la ideología centrada en el hombre estaba siendo aceptada como norma e impuesta por el desarrollo continuo de mitos, y que el hecho de que las mujeres son capaces de quedar embarazadas, amamantar y menstruar no puede ser en ningún caso una explicación válida para situarlas como el "segundo sexo". Este libro fue traducido del francés al inglés (con algunos de sus textos eliminados) y publicado en Estados Unidos en 1953.
En 1960, la Administración de Alimentos y Medicamentos aprobó la primera píldora anticonceptiva oral combinada eficaz, que se puso a disposición de la población en 1961. Esto facilitó que las mujeres pudieran desarrollar su carrera sin tener que enfrentarse a un embarazo inesperado.
.

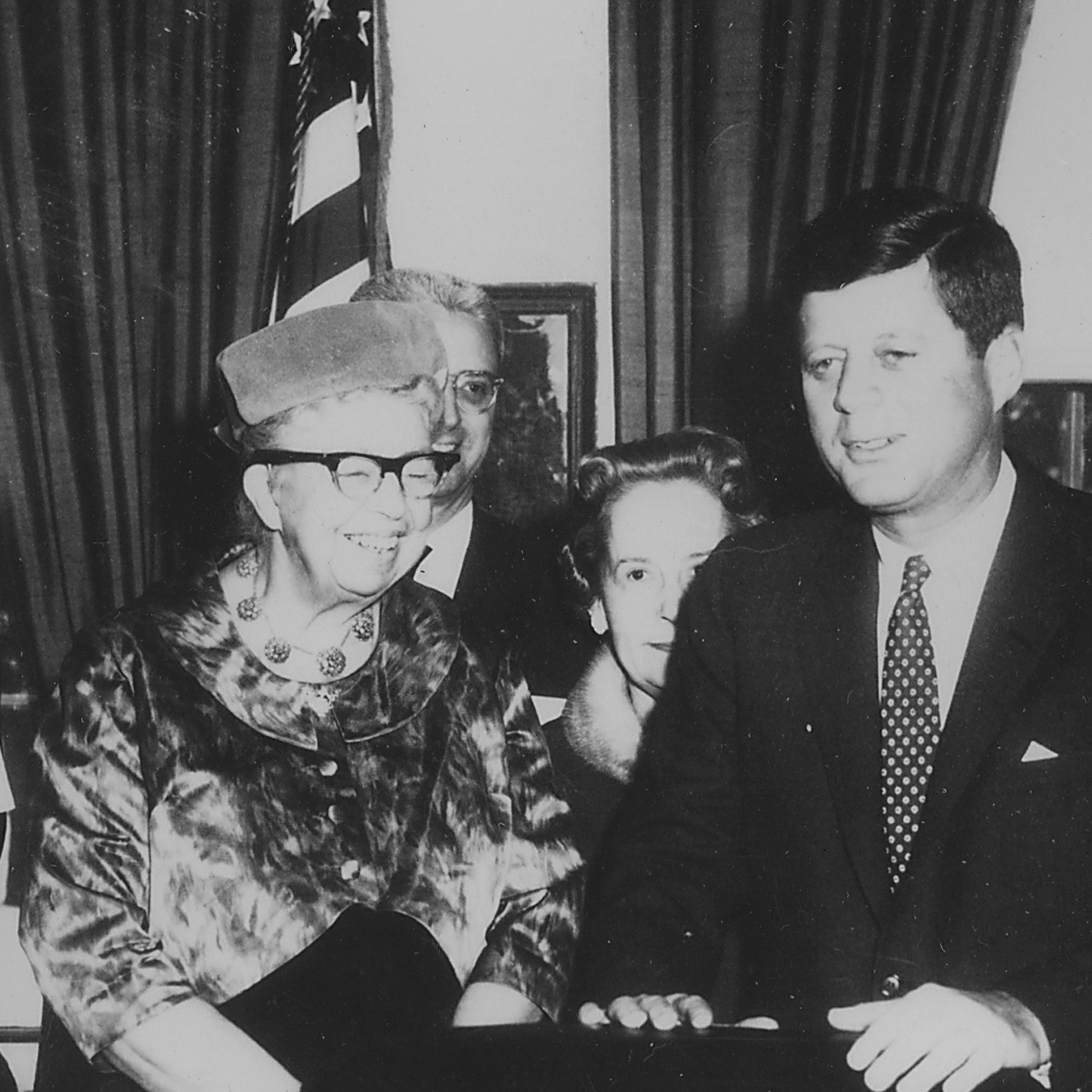
Eleanor Roosevelt con el presidente John F. Kennedy (1962)

La administración del presidente Kennedy hizo de los derechos de las mujeres un tema clave en su propuesta de "Nueva Frontera" y nombró por primera vez mujeres (como Esther Peterson) en puestos de alto rango de su administración. Kennedy también creó una Comisión Presidencial sobre el Estatus de la Mujer, presidida por Eleanor Roosevelt e integrada por funcionarios del gabinete (incluidos Peterson y el fiscal general Robert F. Kennedy), senadores, representantes, empresarios, psicólogos, sociólogos, profesores, activistas y servidores públicos. Hubo otras acciones de mujeres en la sociedad en general, presagiando su participación más amplia en la política que vendría con la segunda ola. En 1961, 50.000 mujeres en 60 ciudades, se movilizaron en el Women Strike for Peace, en protesta contra las pruebas nucleares.
En 1963, Betty Friedan, influenciada por el libro El segundo sexo, escribió "La mística de la feminidad". Hablando sobre todo de mujeres blancas denunció cómo eran representadas en los medios dominantes y denunció que manteniéndolas en el hogar se estaba desaprovechando su potencial. Friedman había participado en la elaboración de una encuesta con sus antiguos compañeros de clase del Smith College que reveló que las mujeres que trabajaban estaban más satisfechas que las que se quedaban en casa, concluyendo que muchas de estas mujeres infelices se habían sumergido en la idea de que no deberían tener ambiciones fuera de su hogar. Friedan describió esta situación como "El problema que no tiene nombre". La perfecta imagen de familia nuclear representada y fuertemente comercializada en ese momento, escribió, no reflejaba la felicidad y era más bien degradante para las mujeres. Este libro está ampliamente acreditado como iniciador del feminismo de la segunda ola en Estados Unidos.

## Segunda ola del feminismo en EE. UU.
Aunque es ampliamente aceptado que el movimiento en Estados Unidos transcurrió entre la década de los 60 hasta principios de la década de los 80, los años exactos son más difíciles de identificar y con frecuencia se disputan. Una de las referencias de inicio del movimiento es el año 1963, cuando Betty Friedan, "madre del movimiento", publicó La mística de la feminidad y la Comisión Presidencial sobre el Estatus de la Mujer creada el 14 de diciembre de 1961 por el presidente John F. Kennedy publicó su informe sobre la desigualdad de género. El informe -publicado el 11 de octubre de 1963 fecha en la que Eleanor Roosevelt hubiera celebrado su 79 cumpleaños- reveló que había desigualdad de género y recomendó cambios para afrontarla dando una paga de licencia de maternidad, mayor acceso a la educación y ayuda para el cuidado de los hijos. Junto con el libro de Friedan, que denunciaba el descontento de muchas mujeres, especialmente de amas de casa, condujo a la formación de muchos grupos de mujeres en el gobierno local, estatal y federal, así como la creación de muchas organizaciones feministas independientes. Friedan hacía referencia a un "movimiento" ya en 1964.
El movimiento creció con victorias legales como la Ley de Igualdad Salarial de 1963, el Título VII de la Ley de Derechos Civiles de 1964 y el fallo de la Corte Suprema Griswold contra Connecticut de 1965. En 1966, Friedan se unió a otras mujeres y hombres para fundar la Organización Nacional de Mujeres (NOW); Friedan fue la primera presidenta de la organización.
A pesar de los primeros éxitos logrados por NOW bajo el liderazgo de Friedan, su decisión de presionar para avanzar en la Igualdad de Oportunidades en el Empleo utilizando el Título VII de la Ley de Derechos Civiles de 1964 para imponer más oportunidades laborales entre las mujeres estadounidenses se encontró con una dura oposición dentro de la organización. Apoyando los argumentos de varios de los miembros afroamericanos del grupo, muchas de las líderes de NOW estaban convencidas de que la gran cantidad de afroamericanos varones que vivían por debajo del umbral de la pobreza necesitaba más oportunidades laborales que las mujeres de clase media y alta. Friedan dimitió como presidenta en 1969.
En 1963, la periodista independiente Gloria Steinem se hizo especialmente popular entre las feministas tras escribir un diario mientras trabajaba encubierta como Conejita de Playboy en el Club Playboy, que se publicó en dos partes en los números de mayo y junio de la revista Show. En su diario, Steinem explicaba que el club maltrataba a sus camareras para ganar clientes masculinos y explotaba a las mujeres como símbolos del chovinismo masculino, señalando que el manual del club instruía a las "conejitas" explicando que "hay muchas maneras agradables que pueden emplearse para estimular el consumo del volumen de licor del club". En 1968, Steinem se había convertido posiblemente en la figura más influyente del movimiento feminista que tenía entre sus dos principales objetivos la legalización del aborto y la financiación de guarderías con fondos federales.
Entre las victorias legales más significativas del movimiento tras la creación de NOW se encontraba una Orden Ejecutiva de 1967 que extendía los derechos de discriminación positiva a las mujeres, una decisión de la EEOC de 1968 considerando ilegal la ayuda a los anuncios segregados por sexo, el Título IX y la Ley de equidad educativa de las mujeres (1972 y 1974, respectivamente, igualdad educativa), Título X (1970, salud y planificación familiar), Equal Credit Opportunity Act (1974), la Ley de Discriminación por Embarazo de 1978, la prohibición de la violación conyugal (aunque no prohibida en todos los estados hasta 1993)), y la legalización del divorcio sin culpa (aunque no legalizado en todos los estados hasta 2010), una ley de 1975 que exige que las academias militares de EE. UU. admitan mujeres y muchos casos de la Corte Suprema como Reed v. Reed de 1971 y Roe v. Wade de 1973. Sin embargo, se considera que el mayor éxito del movimiento feminista fue el cambio de las actitudes sociales. En enero de 2013, el Secretario de Defensa de EE. UU., Leon Panetta, anunció que tras mucho tiempo se había levantado la prohibición de que las mujeres asumieran roles militares de combate en el ejército de EE. UU. El Departamento de Defensa de EE. UU. tenía previsto integrar a las mujeres en todos los puestos de combate en 2016.
El feminismo de la segunda ola también afectó a otros movimientos, como el movimiento por los derechos civiles y el movimiento por los derechos de los estudiantes, en los que las mujeres reclamaban igualdad. En 1965 Casey Hayden y Mary King publicaron "Sex and Caste: A Kind of Memo" detallando la desigualdad de las mujeres en el seno de la organización de derechos civiles SNCC.

### Nace el Movimiento de Liberación de las Mujeres
En junio de 1967 Jo Freeman asistió a un curso sobre mujeres en la Universidad de Chicago dirigido por Heather Booth y Naomi Weisstein. Las invitó a organizar un taller para mujeres en la Conferencia Nacional de Nueva Política (NCNP), convocada durante el fin de semana del Día del Trabajo de 1967 en Chicago. En esa conferencia se formó un caucus de mujeres, liderado por Freeman y Shulamith Firestone, que trató de presentar sus propias demandas a la sesión plenaria. Sin embargo, a las mujeres se les dijo que su resolución no era lo suficientemente importante para una discusión en el pleno, y cuando amenazaron con bloquear la convención con mociones de procedimiento lograron que su declaración se incluyera al final del orden del día pero nunca se discutió. Cuando Willam F. Pepper, director de la Conferencia Nacional de Nueva Política, se negó a reconocer a ninguna de las mujeres que esperaban hablar y llamaron a alguien para hablar sobre el indio americano, cinco mujeres, incluida Firestone, corrieron al podio para exigir saber por qué. Pero Willam F. Pepper dio unas palmaditas en la cabeza a Firestone y dijo: "Muévete chica, tenemos asuntos más importantes de los que hablar aquí que la liberación de las mujeres", o posiblemente, "Tranquilízate, chica. Tenemos cosas más importantes para hablar". sobre los problemas de las mujeres ". Freeman y Firestone convocaron a una reunión de las mujeres que habían asistido al curso de la universidad y al taller de mujeres en la conferencia: se convirtió en el primer grupo de liberación de mujeres de Chicago. Era conocido como el grupo Westside porque se reunía semanalmente en el departamento de Freeman en el lado oeste de Chicago. Tras unos meses, Freeman creó un boletín que llamó Voz del movimiento de liberación de las mujeres que circuló por todo el país (y en algunos países extranjeros) y que dio nombre al nuevo movimiento: Movimiento de Liberación de las Mujeres. Muchas de las mujeres del grupo Westside comenzaron a fundar otras organizaciones feministas, incluida la Chicago Women's Liberation Union.
En 1968, un organizador de SDS en la Universidad de Washington dijo en una reunión de hombres universitarios blancos que trabajaban con hombres blancos pobres, que "observaron que algunas veces, después de analizar los problemas sociales, los hombres compartían el tiempo de ocio con alguna chica. Señaló que tales actividades contribuyeron mucho a potenciar la conciencia política de la juventud blanca pobre. Una mujer en el público preguntó: "¿Y qué hizo para apoyar la conciencia de la chica?" (Hole, Judith y Ellen Levine, Renacimiento de Feminism, 1971, pg. 120). Después de la reunión, un puñado de mujeres formaron el primer grupo de liberación de mujeres de Seattle.
En 1967 se creó el New York Radical Women. Fue fundado por Robin Morgan, Carol Hanisch, Shulamith Firestone y Pam Allen. Las miembros del grupo lideraron un evento de protesta alternativo, un "entierro de la feminidad tradicional", que se celebró en el Cementerio Nacional de Arlington y un año después, el 7 de septiembre de 1968 participaron en lo que se ha considerado como el primer acto público del Movimiento de Liberación de las Mujeres, la protesta de Miss América. En 1969, las diferencias ideológicas dividieron el grupo en una facción feminista radical y una facción socialista feminista (o "política"). La tensión creció entre los dos grupos escindidos hasta enero de 1969, cuando la organización se vino abajo. Las feministas socialistas como Robin Morgan formaron la Conspiración Terrorista Internacional de las Mujeres del Infierno (W.I.T.C.H.), mientras que las feministas radicales lideradas por Shulamith Firestone y Ellen Willis crearon en enero de 1969 Redstockings. También en 1969 se creó el grupo New York Radical Feminists por Shulamith Firestone y Anne Koedt en 1969, después de haber dejado Redstockings y The Feminists, respectivamente. Tanto Firestone como Koedt abandonaron el grupo en 1970 pero éste continuó activo hasta mediados de la década.

### Inicio de los estudios de mujeres
La segunda ola del movimiento feminista también marca el surgimiento de los estudios de las mujeres como un campo legítimo de estudio. En 1970, la Universidad Estatal de San Diego fue la primera universidad en los Estados Unidos en ofrecer un programa de estudios de la mujer. Un año antes, en 1969 la Universidad Cornell ofreció el primer curso acreditado.

### Conferencia Nacional de Mujeres 1977 y posterior
La Conferencia Nacional de Mujeres de 1977 en Houston, Texas, presentó una oportunidad para que los grupos de liberación de mujeres abordaran una multitud de cuestiones. En la conferencia, delegadas de todo el país se reunieron para crear un Plan de Acción Nacional, que ofreció 26 puntos sobre asuntos como la salud de la mujer, el empleo de las mujeres y el cuidado de los hijos.
A principios de la década de 1980, se percibió en gran medida que las mujeres habían alcanzado sus metas y logrado cambiar las actitudes sociales hacia los roles de género, revocando leyes opresivas basadas en el sexo, incorporándose tanto a los "clubes masculinos" como a las academias militares, las fuerzas armadas de Estados Unidos, la NASA, las universidades de un solo sexo y la Corte Suprema, y la ilegalización de la discriminación de género. Sin embargo, en 1982, se anuló la Enmienda de Igualdad de Derechos a la Constitución de los Estados Unidos, que había sido ratificada por solo 35 estados, dejándola en tres estados antes de la ratificación.
El feminismo de la segunda ola en Estados Unidos puede considerarse como un éxito a pesar del fracaso de la ratificación de la Enmienda de Igualdad de Derechos y el veto de Nixon del Proyecto de Ley Integral de Desarrollo Infantil de 1972 (que habría proporcionado un sistema nacional de cuidado infantil multimillonario) como las únicas derrotas legislativas importantes. Los esfuerzos para ratificar la Enmienda de Igualdad de Derechos han continuado. Diez estados han adoptado constituciones o enmiendas constitucionales que estipulan que la igualdad de derechos conforme a la ley no se denegará debido al sexo, y la mayoría de estas disposiciones reflejan el lenguaje general de la Enmienda de Igualdad de Derechos. Además, muchos grupos de mujeres siguen activos y son fuerzas políticas importantes. A partir de 2011, más mujeres obtienen títulos de licenciatura que hombres, la mitad de los presidentes de la Ivy League son mujeres, el número de mujeres en el gobierno y los campos tradicionalmente dominados por hombres han aumentado considerablemente, y en 2009 el porcentaje de mujeres en los Estados Unidos en fuerza laboral superó temporalmente a la de los hombres. El promedio del salario de la mujer estadounidense también ha aumentado con el tiempo, aunque a partir de 2008 representa solo el 77% del salario promedio de un hombre, un fenómeno denominado brecha salarial de género.

## Multimedia
- Debate entre Eleanor Roosevelt al frente de la recién creada Comisión del Estatus de las Mujeres con el presidente John F. Kennedy en la Casa Blanca. 1962 (en inglés)